# Dolní Lutyně
Dolní Lutyně település Csehországban, a Karvinái járásban. Dolní Lutyně Bohumín, Dětmarovice és Orlová településekkel határos. Lakosainak száma 5315 fő (2024. január 1.).

## Népesség
A település lakosságának változását az alábbi diagram mutatja:
| Lakosok száma | 2334 | 3914 | 4884 | 4893 | 4726 | 4966 | 5190 | 5272 | 5050 | 5315 |
|               | 1869 | 1900 | 1921 | 1961 | 1980 | 2011 | 2016 | 2019 | 2021 | 2024 |